# NGC 3213
NGC 3213 je prečkasta spiralna galaktika u zviježđu Lavu.

## Vanjske poveznice
- SEDS: NGC 3213
- (eng.) Revidirani Novi opći katalog
- (eng.) Izvangalaktička baza podataka NASA-e i IPAC-a
- (eng.) Astronomska baza podataka SIMBAD
- (eng.) VizieR